# Dzikowiec (wąwóz)
Dzikowiec – wąwóz w Ojcowskim Parku Narodowym (OPN). Jest bocznym, orograficznie prawym odgałęzieniem wąwozu Jamki. Ma wylot w odległości około 0,5 km od wylotu wąwozu Jamki. Wznosi się w kierunku południowym, w końcowym odcinku ulega spłyceniu i kończy się w lesie poniżej pól uprawnych Czajowic.
Wylot wąwozu Dzikowiec do Jamek jest skalisty. Pomiędzy skałami znajduje się  Jaskinia Krakowska i Jaskinia Biała. W skupisku skał naprzeciwko wylotu Dzikowca znajduje się jaskinia Pustelnia.
Cały obszar wąwozu Dzikowiec to obszar ochrony ścisłej. Przejście wąwozem dozwolone tylko za zgodą dyrekcji OPN.